# Najveća masa uzlijetanja
Najveća masa uzlijetanja (eng. Maximum TakeOff Mass -MTOM), najveća je masa na kojoj je pilotu zrakoplova dopušteno uzlijetanje. MTOW je ujedno i najveća masa na kojoj je zrakoplov pokazao kako ispunjava sve sigurnosne zahtjeve koji se na njega odnose. Oni uključuju mnoge odnose u jačini strukture i samim osobinama zrakoplova. 
Koristi se i sličan naziv maksimalna težina uzlijetanja, a pogotovo je učestalo korištenje engleskog naziva i kratice (Maximum TakeOff Weight -MTOW), iako se i dalje pod tim nazivom izražava masa (u kilogramima, ili nekoj drugoj jedinici mase), a ne zaista težina.
MTOW je za pojedini zrakoplov nepromjenjiv. Ne mijenja se s visinom ili temperaturom zraka ili raspoloživom duljinom uzletno-sletne staze koja će se koristiti za uzlijetanje ili slijetanje. Maksimalna dopuštena masa uzlijetanja i regulirana masa uzlijetanja su druge veličine i ovise o položajima zakrilaca, visini, temperaturi zraka, dužini uzletno-sletne staze i drugih čimbenika. Ove mase mijenjaju se od jednog do drugog uzlijetanja, ali nikada ne smiju biti veće od maksimalne mase uzlijetanja.
Certifikat primjenjiv na plovidbenost jednog zrakoplova sadrži mnoge zahtjeve. Neki od tih zahtjeva mogu biti ispunjeni određivanjem najveće mase za zrakoplov, te time prikazati kako zrakoplov može zadovoljiti zahtjeve za sve mase do, i uključujući navedeni maksimum. Ti zahtjevi uključuju: 
- strukturne zahtjeve - kako bi se dokazalo da je struktura zrakoplova sposobna podnijeti sva opterećenja koja se mogu pojaviti tijekom manevriranja i leta u turbulentnim atmosferskim uvjetima.
- zahtjevi izvedbe - kako bi se osiguralo penjanje zrakoplova pod određenim kutom sa svim motorima u radu kao i bez jednog motora. Pri MTOW svi tipovi zrakoplova moraju biti sposobni ispuniti sve zahtjeve za dobivanje certifikata.

### Maksimalna dopuštena masa uzlijetanja
U mnogim okolnostima zrakoplovu neće biti dozvoljeno uzlijetanje na njegovoj maksimalnoj masi. U ovim okolnostima, maksimalna dopuštena masa uzlijetanja određuje se uzimajući u obzir sljedeće:
- položaj zakrilaca,
- nadmorska visina aerodroma (utječe na tlak zraka o kojem ovisi najveća snaga motora i njegov potisak),
- temperatura zraka (utječe na gustoću zraka o kojoj ovisi najveća snaga motora i njegov potisak),
- dužina uzletno-sletne staze (kratka pista znači da zrakoplov ima manju udaljenost za ubrzavanje i postizanje brzine uzlijetanja),
- smjer vjetra na pisti – najbolji uvjeti su uz jak vjetar suprotno od smjera uzlijetanja (čeoni vjetar), dok je vjetar u rep zrakoplova najlošija situacija,
- stanje uzletno-sletne staze – najbolja pista za uzlijetanje je suha betonska staza, jer mokra staza ili staza pod snijegom će uzrokovati povećano trenje pri rulanju, te će zrakoplov ubrzavati sporije,
- prepreke - avion mora biti u mogućnosti da dostigne dovoljnu visinu kako bi izbjegao teren i sve prepreke izvan kraja piste.

Maksimalna masa na kojoj se pokušava uzletjeti uzimajući u obzir gore navedene zahtjeve nazvana je maksimalna dopuštena masa uzlijetanja ili regulirana masa. Nijedno od ovih imena nije definirano u zrakoplovnim standardima, te su imena neslužbena i pojavljuju se i u drugim oblicima. 